# Karl Jakob Hirsch
Pour les articles homonymes, voir Hirsch.
Œuvres principales
Kaiserwetter (1931)

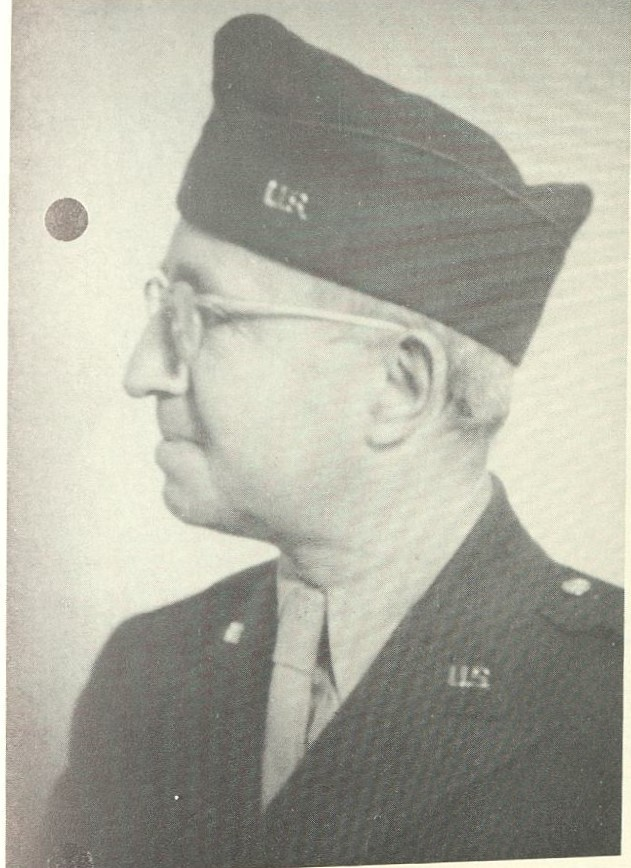
Karl Jakob Hirsch en 1946.

Karl Jakob Hirsch, né le 13 novembre 1892 à Hanovre et mort le 8 juillet 1952 à Munich est un écrivain et peintre allemand.

## Biographie

### Peinture et littérature
Karl Jakob Hirsch est le fils d'un médecin juif. Très jeune, il montre des penchants artistiques. De 1909 à 1912, il étudie dans une école d'art à Munich. Puis il vient ensuite parmi les artistes de Worpswede et de Paris, puis de 1915 à 1916 à Berlin. Il participe à la Première Guerre mondiale de 1916 à 1918. Lors de la révolution allemande de 1918-1919, il est membre de Novembergruppe. Jusqu'au milieu des années 1920, Hirsch, qui fait des dessins comme pour Die Aktion, fait un grand nombre de tableaux qui font de lui un représentant du mouvement expressionniste. Il conçoit les décors et les costumes du Freie Volksbühne Berlin (de) et de films.
Dans la seconde moitié des années 1920, Hirsch laisse la peinture pour l'écriture. Il est surtout en Italie et en France et rédige des feuilletons, des récits de voyage et des nouvelles pour les journaux. Il connaît le succès avec son premier roman, Kaiserwetter, qui met en scène l'atmosphère de la fin de l'Empire à Hanovre, la ville où il a grandi. La suite déjà écrite ne peut paraître après l'interdiction des nazis lors de leur arrivée au pouvoir, puis le manuscrit disparaît.

### Exil
Hirsch émigre en décembre 1934. Il va d'abord au Danemark puis en Suisse et enfin aux États-Unis en 1936. À New York, il est le rédacteur d'un journal germanophone Neue Volkszeitung, dans lequel il publie Tagebuch aus dem dritten Reich et le roman Heute und morgen. En 1942, il est employé à la censure américaine des lettres. Après avoir aidé à la mise en place de l'occupation américaine à Munich en 1945, Hirsch revient définitivement en Allemagne trois ans plus tard. L'espoir qu'il avait de retrouver le succès comme avant le nazisme se brise. Seule son autobiographie, Heimkehr zu Gott, où il raconte sa conversion au protestantisme, est publiée de son vivant, en 1946. Les manuscrits de Hirsch, conservés par la bibliothèque universitaire de Munich, sont pour la plupart inédits. Un autre volume de son autobiographie, Quintessenz meines Lebens, paraît de façon posthume.

## Œuvre
- Der Schwarze Turm – Acht unveröffentlichte Originalholzschnitte vom Stock gedruckt und ein Nachwort. November-Verlag 1918, Kiel 1919.
- Revolutionäre Kunst. Die Aktion, Berlin-Wilmersdorf 1919.
- Acht Radierungen zu Liedern Gustav Mahlers. Dresdner Verlag H. Schilling, Klotzsche bei Dresden, 1921.
- Kaiserwetter. S. Fischer, Berlin 1931.
- Felix und Felicia. Eine Sommergeschichte. S. Fischer, Berlin 1933 (sous le pseudonyme de Karl Böttner).
- Tagebuch aus dem »Dritten Reich«. New York 1941.
- Heimkehr zu Gott. Desch, München 1946.
- Hochzeitsmarsch in Moll. Oberon, Bad Homburg 1986,  (ISBN 3-925844-01-5).
- Quintessenz meines Lebens. v. Hase und Koehler, Mainz 1990,  (ISBN 3-7758-1211-3).
- Der alte Doktor. Hauschild Verlag, Bremen 1994,  (ISBN 3-929902-18-4).
- Das druckgraphische Werk. Worpsweder Verlag, Lilienthal 1994,  (ISBN 3-89299-175-8).
- Karl Jakob Hirsch - die Plakate. PlakatKonzepte, Hannover 1998.
- Manhattan-Serenade. Lang, Bern u. a. 2001,  (ISBN 3-906766-22-5) (=Reihe Exil-Dokumente, Bd. 4).
- Karl Jakob Hirschs letzter Roman „Einer muss es ja tun“. Ein Manuskript aus der Nachkriegszeit. Éd. de Helmut Stelljes. VDG, Weimar, 2003,  (ISBN 3-89739-375-1).

## notes et références
1. ↑  Sternfeld et Tiedemann 1970, p. 220.

## Sources
- (de) Cet article est partiellement ou en totalité issu de l’article de Wikipédia en allemand intitulé « Karl Jakob Hirsch » (voir la liste des auteurs).
- (de) Paul Raabe, « Hirsch, Karl Jakob », dans Neue Deutsche Biographie (NDB), vol. 9, Berlin, Duncker & Humblot, 1972, p. 208–209 (original numérisé).
- (de) Wilhelm Sternfeld, Eva Tiedemann, 1970, Deutsche Exil-Litteratur 1933-1945, deuxième édition augmentée, Heidelberg, Verlag Lambert Schneider.